# Astronomiolympiaden
Astronomiolympiaden eller Internationella Astronomiolympiaden (IAO) är ett internationellt erkänt årligt astronomievenemang för elever i åldern 14-18 år, som inkluderar en intellektuell tävling mellan dessa elever. IAO är en av de internationella vetenskapsolympiaderna.
IAO grundades 1996 av Eurasian Astronomical Society.

## Tävlingsmoment
Tävlingen består av tre moment - ett teoretiskt, ett observationellt och ett praktiskt moment. Problemen i den teoretiska delen inkluderar klassiska problem inom astronomi, astrofysik och rymdfysik. Det observationella momentet inkluderar igenkännandet av stjärnor, stjärnbilder, uppskattning av magnituder och vinkelavstånd och arbete vid teleskop. Det praktiska momentet består av problem som baseras på analyser av observationsdata.

## Syfte
Uppgifterna i IAO är konstruerade i syfte att utveckla fantasi, kreativitet och självständigt tänkande. De stimulerar eleverna att välja modeller, göra nödvändiga antaganden, uppskattningar och utföra beräkningar i flera steg och använda sig av logiska operationer med mera. Momenten är inte i första hand test av snabbhet, minne eller utantillkunskaper av fakta och data. Lösningsmetoderna är viktigast när det gäller bedömningen av lösningarna. 
Internationella Astronomiolympiaden genomförs i en anda av vänskap och tolerans, där tävlingen är en stimulans för att visa deltagarnas skicklighet, men kontakter, utbyte av idéer och samarbete mellan elever, lärare och forskare från olika länder är av störst vikt. Tävlingen är inte den enda programpunken i IAO.

## Deltagare
Traditionellt deltar Armenien, Bulgarien, Estland, Indien, Indonesien, Italien, Kina, Litauen, Moskva, Rumänien, Ryssland, Serbien, Sverige, Sydkorea, och Thailand. Ukraina och Vitryssland deltar mindre regelbundet. Colombia, Kazakstan, Kroatien, Sri Lanka och Tjeckien började delta under senare år. Några länder planerar att börja delta i IAO inom en snar framtid.

## Internationella Astronomiolympiader
| Nr          | År   | Datum                    | Tidszon     | Ort                   | Land        | Deltagande länder | Observatörsländer |
| ----------- | ---- | ------------------------ | ----------- | --------------------- | ----------- | ----------------- | ----------------- |
| I           | 1996 | 1-9 november             | UT+3        | Nizjnij Arkhyz        | Ryssland    | 4                 | 1                 |
| II          | 1997 | 21-28 oktober            | UT+4 / UT+3 | Nizjnij Arkhyz        | Ryssland    | 4                 | -                 |
| III         | 1998 | 20-27 oktober            | UT+4 / UT+3 | Nizjnij Arkhyz        | Ryssland    | 5                 | 1                 |
| IV          | 1999 | 25 september - 2 oktober | UT+3        | Nautjnij              | Ukraina     | 7                 | 2                 |
| V           | 2000 | 20-27 oktober            | UT+4        | Nizjnij Arkhyz        | Ryssland    | 8                 | -                 |
| VI          | 2001 | 26 september - 3 oktober | UT+3        | Nautjnij              | Ukraina     | 7                 | 2                 |
| VII         | 2002 | 22-29 oktober            | UT+4 / UT+3 | Nizjnij Arkhyz        | Ryssland    | 11                | -                 |
| VIII        | 2003 | 2-8 oktober              | UT+2        | Stockholm             | Sverige     | 13                | 2                 |
| IX          | 2004 | 1-9 oktober              | UT+3        | Simeiz                | Ukraina     | 18                | -                 |
| X           | 2005 | 25 oktober - 2 november  | UT+8        | Beijing               | Kina        | 15                | 2                 |
| XI          | 2006 | 10-19 november           | UT+5:30     | Mumbai                | Indien      | 16                | 3                 |
| XII         | 2007 | 29 september - 7 oktober | UT+3        | Simeiz                | Ukraina     | 23                | 1                 |
| XIII        | 2008 | 13-21 oktober            | UT+2        | Trieste               | Italien     | 19                | 1                 |
| XIV         | 2009 | 8-16 november            | UT+8        | Hangzhou              | Kina        | 17                | 1                 |
| XV          | 2010 | 16-24 oktober            | UT+3        | Sudak                 | Ukraina     | 19                | -                 |
| XVI         | 2011 | 22-30 september          | UT+6        | Alma-Ata              | Kazakstan   | 19                | 2                 |
| XVII        | 2012 | 16-24 oktober            | UT+9        | Gwangju               | Sydkorea    | 20                | 2                 |
| XVIII       | 2013 | 6-14 september           | UT+3        | Vilnius               | Litauen     | 20                | -                 |
| XIX         | 2014 | 12-21 oktober            | UT+6        | Bisjkek - Tjolpon-Ata | Kirgizistan | 17                | -                 |
| XX          | 2015 | 15-23 oktober            | UT+3        | Kazan                 | Ryssland    | 13                | -                 |
| XXI         | 2016 | 5-13 oktober             | UT+3        | Smoljan - Pamporovo   | Bulgarien   | 16                | -                 |
| XXII        | 2017 | 27 oktober - 4 november  | UT+8        | Weihai                | Kina        | 14                | 1                 |
| XXIII       | 2018 | 6-14 oktober             | UT+5:30     | Colombo               | Sri Lanka   | 19                | 1                 |
| XXIV        | 2019 | 19-27 oktober            | UT+3 / UT+2 | Piatra Neamt          | Rumänien    | 20                | -                 |
| XXV (IRAO)  | 2021 | 5-13 november            | UT+1        | Milano                | Italien     | 15                | -                 |
| XXVI (IRAO) | 2022 | 15-24 oktober            | UT+2 / UT+1 | Matera                | Italien     | 12                | 1                 |